# Elrhazosaurus
Elrhazosaurus („ještěr ze souvrství Elrhaz“) byl rod iguanodontního dinosaura, žijícího v období spodní křídy na území dnešního Nigeru. Fosilie tohoto ornitopoda byly objeveny v sedimentech geologického souvrství Elrhaz, které patří k nejbohatším geologickým formacím v Africe. Světové jméno získala počátkem 20. století, kdy sem byla uspořádána první německá paleontologická expedice, vedená Wernerem Janenschem (1909-1913). Tehdy šlo o součást území kolonie s názvem Německá východní Afrika.

## Popis
Popisný materiál pod katalogovým označením MNHN GDF 332 sestává z levé stehenní kosti, objevené v souvrství Elrhaz (věk apt, stáří asi 125 až 112 milionů let). Původně byl objev klasifikován jako nový druh rodu Valdosaurus, v roce 2009 byl paleontologem Peterem Galtonem přejmenován jako typový druh E. nigeriensis. Zatím se jedná o jediný objev tohoto rodu. Tento dinosaurus dosahoval délky zhruba 3 metry.